# Giovanni Dominedò
Giovanni Dominedò (* 27. April 1938 in Neapel) ist ein italienischer Diplomat im Ruhestand.

## Studium
Diplom Rechtswissenschaft Universität La Sapienza.

## Werdegang
1963 trat er in den auswärtigen Dienst.
Von 1965 bis 1969 war er Vice-Konsul später Gesandtschaftssekretär erster Klasse in Paris.
Von 1969 bis 1972 war er Gesandter im Ministerium für auswärtige Angelegenheiten und internationale Zusammenarbeit (Italien) in Rom.
Von 1972 bis 1973 war er Gesandtschaftsrat in Beirut.
Von 1973 bis 1974 wurde er im Stab des Außenministers in Rom beschäftigt.
Von 1975 bis 1976 war er im diplomatischen Stab des Premierministers.
Von 1976 bis 1980 war stellvertretender Leiter des diplomatischen Stab des Premierministers.
Von 1980 bis 1983 war er Gesandtschaftsrat erster Klasse in Athen.
Von 1983 bis 1986 war er geschäftsführender Leiter des Stabes des Außenministers.
1985 wurde er zum Ministre plénipotentiaire ernannt.
Von 1986 bis 1987 war er Botschafter in Tel Aviv.
Von 1987 bis 1991 bekleidete er das Amt des diplomatischen Beraters des Premierministers und wurde 1989 zum Botschafter ernannt.
Von 1991 bis 1995 war er Botschafter in Athen.
Von 1995 bis 1999 war er Botschafter in Tokio.
1999 wurde er zum Leiter der Personalabteilung ernannt.
Von 19. August 2002 bis 5. Juni 2005 war er Botschafter in Paris.